# STM Kargu
STM Kargu es una pequeña munición merodeadora de ala giratoria portátil producida en Turquía por STM (Savunma Teknolojileri Mühendislik ve Ticaret A.Ş.) que ha sido diseñada para la guerra asimétrica o la contrainsurgencia. Puede ser transportado por una sola persona tanto en modo autónomo como manual. KARGU se puede utilizar eficazmente contra objetivos estáticos o en movimiento a través de sus capacidades de procesamiento de imágenes en tiempo real y algoritmos de aprendizaje automático integrados en la plataforma. El sistema consta de un dron de ataque de ala giratoria y una unidad de control terrestre.
En 2020, un UAV de fabricación turca STM Kargu cargado con explosivos detectó y atacó a las fuerzas de Haftar en Libia con inteligencia artificial y sin mando, según un informe del Panel de Expertos sobre Libia del Consejo de Seguridad de la ONU publicado en marzo de 2021. Se consideró el primer ataque realizado por un UAV AI.
En turco, Kargu significa “torre de observación de montaña” porque estos drones fueron diseñados inicialmente como centinelas o herramientas de vigilancia aérea.